# کاراکول (ماتو گروسو دو سول)
کاراکول (به پرتغالی: Caracol) یک منطقهٔ مسکونی در برزیل است که در ماتوگروسو جنوبی واقع شده‌است. کاراکول ۲٬۹۳۹ کیلومتر مربع مساحت و ۶٬۱۸۲ نفر جمعیت دارد.